# Aleksa Šantić
Aleksa Šantić (Mostar, 27. svibnja 1868. – Mostar, 2. veljače 1924.) bio je bosanskohercegovački pjesnik i akademik srpske nacionalnosti.

## Životopis
Aleksa Šantić rođen je u Mostaru 1868. u trgovačkoj obitelji. Gotovo cijeli život proveo je u rodnom gradu. Kroz neko vrijeme postaje jedan od glavnih utemeljitelja kulturnog pokreta u Mostaru i borbe protiv austrougarske okupacije. 
Najveća djela stvarao je krajem 19. i početkom 20. stoljeća. Vrhuncem njegova stvaralaštva smatra se period od 1904. do 1912. Uzor su mu bili književnici Vojislav Ilić i Jovan Jovanović Zmaj, a od stranih najviše je poštovao njemačkog književnika Heinricha Heinea. No, najveći utjecaj na njegovo stvaranje imala je narodna književnost (narodna lirska pjesma - sevdalinka, balada, romansa i narodna epska pjesma). Njegove pjesme pune su emocionalne boli, rodoljublja i ljubavne čežnje za nacionalno i socijalno ugroženim Hercegovcima.
Umro je 2. veljače 1924. u Mostaru od tuberkuloze.

## Vanjske poveznice
- Šantić, Aleksa Hrvatska enciklopedija. LZMK (životopis)
- LZMK / Krležijana: Aleksa Šantić (djela Miroslava Krleže - Eseji, članci i prikazi)
- www.kul.ba – Semra Džaferović: »Sjećanje: Aleksa Šantić«  Arhivirana inačica izvorne stranice od 9. veljače 2015. (Wayback Machine) (boš.) (životopis)
- Sva djela Alekse Šantića